# Rebecca Root
Rebecca Root (Woking, 10 maggio 1969) è un'attrice britannica, protagonista della sitcom in onda su BBC Two Boy Meets Girl.

## Filmografia parziale

### Attrice

#### Cinema
- The Danish Girl, regia di Tom Hooper (2015)
- Colette, regia di Wash Westmoreland (2018)
- I fratelli Sisters (The Sisters Brothers), regia di Jacques Audiard (2018)
- Last Christmas, regia di Paul Feig (2019)
- This Christmas, regia di Chris Foggin (2022)

#### Televisione
- Boy Meets Girl – serie TV, 12 episodi (2015-2016)
- Doctors – serie TV, 4 episodi (2017-2018)
- Flack – serie TV, episodio 1x03 (2019)
- La regina degli scacchi (The Queen's Gambit) – miniserie TV, 2 puntate (2020)
- The Rising - Caccia al mio assassino (The Rising) – serie TV, 8 episodi (2022)
- Annika – serie TV, episodio 2x06 (2023)
- La Ruota del Tempo (The Wheel of Time) – serie TV, episodio 3x08 (2025)

### Doppiatrice
- Horizon Forbidden West – videogioco (2022)
- Hogwarts Legacy – videogioco (2023)

## Doppiatrici italiane
Nelle versioni in italiano delle opere in cui ha recitato, Rebecca Root è stata doppiata da:
- Daniele Blandino in I fratelli Sisters
- Marina Thovez in Heartstopper

Da doppiatrice, è stata sostituita da:
- Jolanda Granato in Hogwarts Legacy